# Yuki Otsu
Yuki Otsu (大津 祐樹, Otsu Yuki), né le 24 mars 1990 à Mito, est un footballeur japonais qui évolue au poste d'attaquant.

## Palmarès
Kashiwa Reysol
- J-League Division 2
  - Champion : 2010.
- Coupe de l'Empereur
  - Finaliste : 2008.

- Yokohama F. Marinos 
  - Champion du Japon
    - Champion :2019